# BPM 143
『BPM 143』（ビーピーエム 143）は、日本の音楽ユニットTWO-MIXが1996年1月24日に発売された2枚目のオリジナルアルバム。

## 概要
TWO-MIXの2ndオリジナルアルバムであり、初期のアルバムシリーズである『BPMシリーズ』の第2弾として発売された。
先行シングル「RHYTHM EMOTION」をはじめとし、当アルバム発売から2ヶ月後の3月23日にシングルカットされた「T・R・Y」の全10曲が収録されている。

## 批評
『CDジャーナル』は、「『新機動戦記ガンダムW』のテーマ、『RHYTHM EMOTION』がヒット中の男女デュオのセカンド・アルバム。コムロ系というかスーパーモンキーズ系というか、バキバキの打ち込みレイヴ歌謡で、こりゃ、ウケまっせ。こんな音作りをするお2人の前歴が是非とも知りたいところ。」と批評した。

## 収録曲
| 全作詞: 永野椎菜、全編曲: TWO-MIX。 |                        |                     |            |      |
| #                                   | タイトル               | 作詞                | 作曲       | 時間 |
| 1.                                  | 「RHYTHM EMOTION」     | 永野椎菜 [ 注釈 1 ] | 高山みなみ | 3:54 |
| 2.                                  | 「ETERNAL MOTION」     | 永野椎菜 [ 注釈 1 ] | 高山みなみ | 4:52 |
| 3.                                  | 「I'LL BE THERE」      | 永野椎菜 [ 注釈 1 ] | 馬飼野康二 | 4:23 |
| 4.                                  | 「INNOCENT DANCE」     | 永野椎菜 [ 注釈 1 ] | 高山みなみ | 4:13 |
| 5.                                  | 「COME ON!!」          | 永野椎菜 [ 注釈 1 ] | 高山みなみ | 4:07 |
| 6.                                  | 「ENDLESS LOVE」       | 永野椎菜 [ 注釈 1 ] | 高山みなみ | 6:13 |
| 7.                                  | 「BECAUSE I LOVE YOU」 | 永野椎菜 [ 注釈 1 ] | 高山みなみ | 4:35 |
| 8.                                  | 「DEAR MY REGRET」     | 永野椎菜 [ 注釈 1 ] | 高山みなみ | 4:27 |
| 9.                                  | 「T・R・Y」            | 永野椎菜 [ 注釈 1 ] | 馬飼野康二 | 5:04 |
| 10.                                 | 「WHITE SAILING」      | 永野椎菜 [ 注釈 1 ] | 高山みなみ | 4:41 |
| 合計時間:                           | 合計時間:              | 合計時間:           | 46:29      |      |

## 曲解説
1. RHYTHM EMOTION
  - 先行シングル曲。テレビアニメ『新機動戦記ガンダムW』後期オープニングテーマに起用された。
2. ETERNAL MOTION
3. I'LL BE THERE
  - 馬飼野康二が作曲を手掛けた作品で、『新機動戦記ガンダムW』の主題歌候補だった楽曲[3]。
4. INNOCENT DANCE
5. COME ON!!
6. ENDLESS LOVE
  - 「RHYTHM EMOTION」のc/w曲。
7. BECAUSE I LOVE YOU
  - 高山美瑠 with TWO-MIXが1999年にリリースしたシングル「RHYTHMIC YOUTH」のカップリングにてカバーされた。
8. DEAR MY REGRET
9. T・R・Y
  - 「I'LL BE THERE」同様、馬飼野康二が作曲を手掛けた作品。
  - アルバム発売直後「T・R・Y -RETURN TO YOURSELF-」にタイトルを変えて、アレンジが大きく変更しシングルカットされた。
10. WHITE SAILING
  - コーラスは、その場にいたスタジオのスタッフで収録したという[4]。

## リリース履歴
| No. | 日付          | レーベル             | 規格 | 規格品番 | 最高順位 | 備考                                 |
| --- | ------------- | -------------------- | ---- | -------- | -------- | ------------------------------------ |
| 1   | 1996年3月23日 | キングレコード / KMW | CD   | KICS-523 | 5位      | 初回盤のみ透明のスリーブケース仕様。 |